# Rasmus Holm (læge)
 Der er flere personer med dette navn, se Rasmus Holm.
Rasmus Anton Holm (født 2. august 1836 i Svaneke, død 21. august 1899 i København) var en dansk psykiater.
Holm var en søn af skibsfører Rasmus Andersen Holm og Ane Margrethe Møller født Madvig (søster til Johan Nicolai Madvig). Han dimitteredes 1855 fra Metropolitanskolen, tog 1861 lægeeksamen, var derefter kandidat ved Frederiks Hospital og ved Sindssygeanstalten ved Aarhus og nedsatte sig 1863 som læge i Haderslev, hvorfra han 1867 flygtede for at undgå tysk militærtjeneste og edsaflæggelse. Samme år blev han reservelæge ved Sindssygeanstalten ved Aarhus, foretog 1871 en psykiatrisk studierejse i udlandet, erhvervede 1873 doktorgraden ved en afhandling på sit specialfags område og blev 1878 ved Harald Selmers afgang anstaltens overlæge. Ved årets udgang 1897 gik han af, men fortsatte en privat praksis i København.
Han stiftede i 1873 "Danske Lægers Sygekasse" og blev formand for dens bestyrelse, var desuden medlem af bestyrelsen for Den alm. danske Lægeforening fra 1874 til 1883 og var foreningens formand fra 1875 til 1879. Holm blev Ridder af Dannebrog 6. august 1884 og Dannebrogsmand 26. maj 1892.
Den 31. oktober 1865 ægtede han i København Bertha Wigantine Marie Timm (født 17. april 1839 i Randers), datter af borgmester og auktionsdirektør i Randers Frederik Ulrik Timm og Thea født Hertz.